# Moviment directe

## Moviment directe (sentit directe)

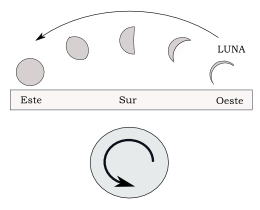
El moviment mensual de la Lluna és un cas de moviment directe, que des del hemisferi Nord s'aprecia amb sentit antihorari.

En Astronomia el  moviment directe  pot ser definit de diferents maneres:
* Moviment de rotació d'un astre en sentit antihorari, vist des de sobre del pol Nord solar.
* Moviment d'un cos en la seva òrbita, en sentit igualment antihorari, vist des de sobre del pol Nord solar.
* Moviment de Oest a Est d'un astre en l'esfera celeste, vist mirant cap al Sud.
Aquest és el moviment mensual de la Lluna, des de l'hemisferi Nord. Surt per l'Est en fase creixent, i aproximadament dues setmanes després llueix a l'Oest en la seva fase plena, descrivint un moviment antihorari des d'aquest hemisferi.

## Moviment retrògrad (sentit retrògrad)

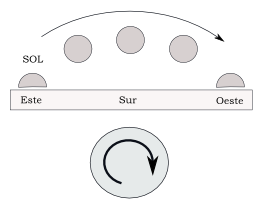
El moviment diari aparent del Sol de est a oest és un moviment retrògrad i, per al hemisferi Nord, de sentit horari

Moviment retrògrad  és l'oposat al  directe . Aquest és el moviment diürn del Sol, d'est a oest, en sentit horari, així mateix des de l'hemisferi Nord.
Podem definir com:
* La rotació d'un cos en sentit horari, vist des de sobre del pol Nord solar.
* El moviment d'un cos en el seu òrbita, en sentit horari, vist des de sobre del pol Nord solar.
* El moviment de est a oest d'un astre en l'esfera celeste, vist mirant cap al Sud.
Dels planetes del sistema solar només dos tenen rotació retrògrada: Venus i Urà. La inclinació axial dels cossos amb moviment retrògrad és major de 90 º. Així, Venus està inclinat 177,36 º respecte a la seva òrbita, i Urà 97,86 º.
El moviment directe i retrògrad estan definits considerant una determinada posició de l'observador (des de sobre del pol nord solar), i per a una determinat sentit de la seva visual (mirant cap al sud). Per tant, un moviment serà  directe  o  retrògrad  amb independència de l'observador. Una altra cosa és que sigui apreciat per ell en sentit horari o antihorari. Així, el moviment orbital de la Lluna és  directe  tant en l'hemisferi Nord com a l'hemisferi Sud, però en aquell serà  antihorari , i en aquest  horari . Anàlogament, el moviment diürn del Sol -  retrògrad  -, serà horari per a un observador del Nord, i antihorari per a un altre del Sud. Diguem que  directe  o  retrògrad  són el veritable sentit del moviment, mentre que  sentit horari  o  antihorari  és circumstancial, dependent de la posició.